# 马费宫
45°26′37″N 10°59′48″E / 45.44361°N 10.99667°E

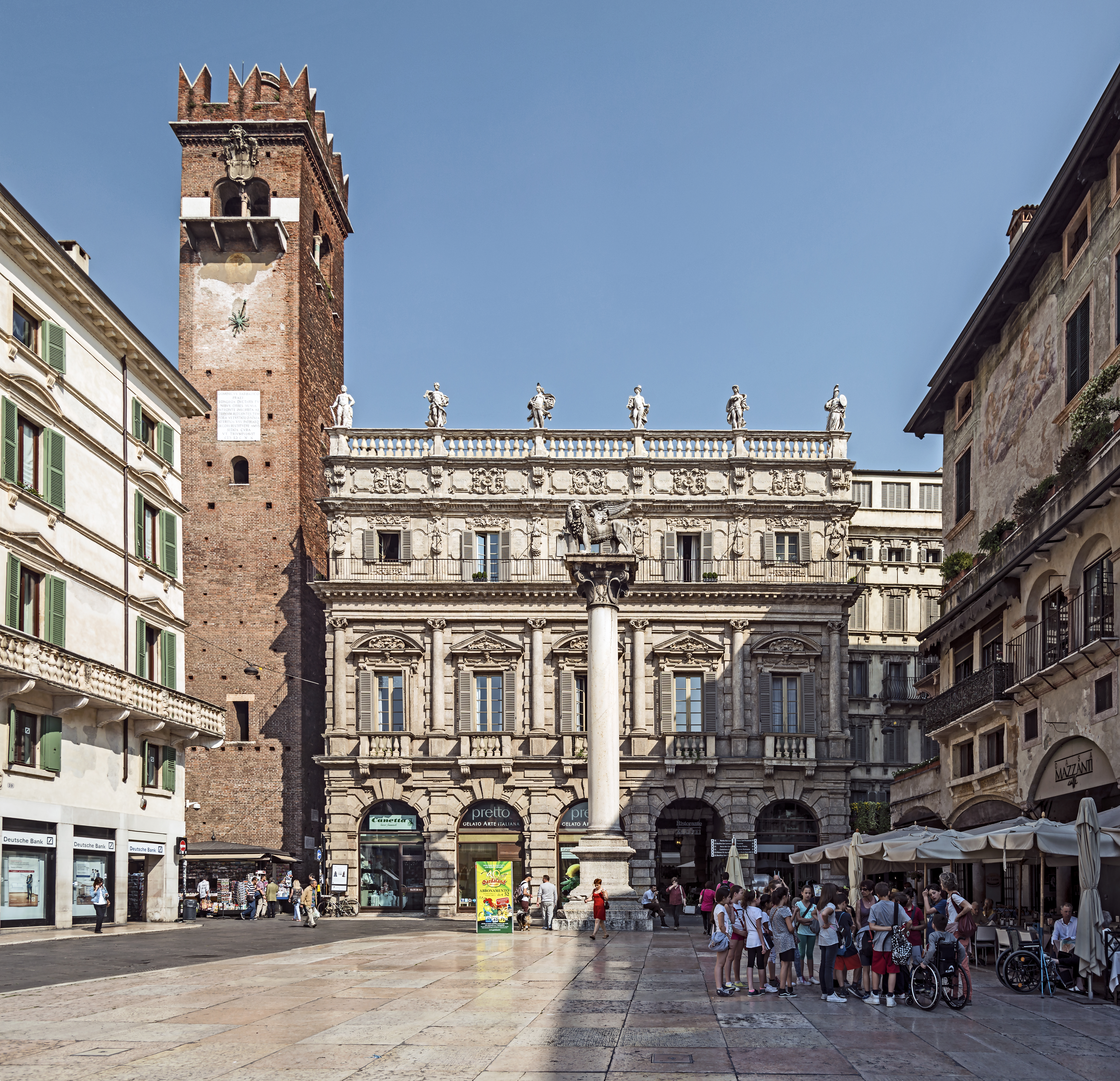
马费宫

马费宫（Palazzo Maffei）是意大利北部城市维罗纳的一座历史建筑，位于百草广场西北侧。
在15世纪，这个地点已经有一座建筑物，但是在1469年12月20日，贵族马尔坎托尼奥·马费决定扩建三楼。建造工程在1668年结束。
建筑的立面为3层，巴洛克风格，地面略高于广场，百草广场下面就是古罗马遗迹。
一楼商场之间有5个拱，上面是五个带有优雅阳台的窗口，被爱奥尼柱式分隔。 
第三层与第二层风格相同，只是窗户较小。在顶部是6尊神像：大力士海格利斯，朱庇特，维纳斯，墨丘利，阿波罗和弥涅耳瓦。它们使用当地大理石，只有海格利斯例外，相信是来自罗马的卡比托利欧山神庙。
内部拥有一个奇怪的螺旋状石头楼梯，连接地下商店的屋顶。